# 永井康徳
永井 康徳（ながい やすのり、1966年 - ）は愛媛県出身の医師である。愛媛大学医学部卒。

## 人物
- 中学時代に医師を志し[1]、大学在学中にサークル活動を通じて、僻地医療に関心を持ち、1992年に大学を卒業後、愛媛大学医学部附属病院に勤務[2]。1994年に自治医科大学地域医療学教室に入局。僻地医療に必要な知識や技術を覚える。研修後に高知県の病院勤務を経て[3]、1996年に故郷の愛媛に戻り、東宇和郡明浜町（現在の西予市明浜町）の俵津地区の国民健康保険診療所の院長として赴任[4]。
- 2000年に松山市で四国初の在宅医療専門クリニック「たんぽぽクリニック」を院長として開設。2002年に医療法人ゆうの森理事長となる。
- 2012年に以前院長として務め、経営難の危機となった国民健康診療所にゆうの森によって「たんぽぽ俵津診療所」として再生した。
- 2022年に「たんぽぽ先生の在宅医療エッセイ〜在宅医療で大切なこと〜」で第37回愛媛出版文化賞の部門賞で文学にあたる第3部門を受賞[5]。

## 著書
- たんぽぽ先生の在宅医療エッセイ〜在宅医療で大切なこと〜（2021年4月、愛媛新聞社）[6]
- 在宅医たんぽぽ先生物語「さいごはおうちで」（2021年7月、主婦の友社）[7]
- 在宅医たんぽぽ先生物語2「おうちに帰ろう」（2022年9月、主婦の友社）[8]
- 続編たんぽぽ先生の在宅医療エッセイ〜本人の最善に向き合う〜（2022年2月、愛媛新聞社）